# Melbourne Armstrong Carriker
Melbourne Armstrong Carriker, Jr. (* 14. Februar 1879 in Sullivan, Illinois; † 27. Juli 1965 in Bucaramanga, Kolumbien) war ein US-amerikanischer Ornithologe und Entomologe, der hauptsächlich in der Neotropis tätig war.

## Leben und Wirken
Carriker war der Sohn eines Arztes aus Nebraska. Nachdem er zwei Jahre ein College besuchte, arbeitete er als Jäger und Vogelsammler. Im Dezember 1899 veröffentlichte er sein erstes wissenschaftliches Papier über Greifvögel in Nebraska. 1902 reiste er zu seiner ersten Sammelexpedition nach Costa Rica. 1910 veröffentlichte er darüber eine systematische Liste, die 713 Vogelarten umfasst. 1907 wurde er außerordentliches Mitglied der American Ornithologists’ Union. Nach zweijähriger Sammlertätigkeit in Venezuela siedelte er 1911 nach Kolumbien über. Im Juni 1912 heiratete er die US-Amerikanerin Myrtle Carmelita Flye, mit der er in Kolumbien die Kaffeeplantage Vista Nieve betrieb. Das Paar hatte fünf Kinder. Davon wurde sein Sohn Melbourne Romaine (1915–2007) ein bekannter Meeresbiologe. Carriker setzte seine Arbeit als Vogelsammler fort, zunächst in der Umgebung von Vista Nieve und später in ganz Kolumbien, Venezuela, Bolivien und Peru. Carriker veräußerte die Vogelbälge zunächst an das Carnegie Museum of Natural History und nach 1938 an die Academy of Natural Sciences in Philadelphia. Bis 1944 hatte Carriker 53.000 Vogelbälge gesammelt, darunter zahlreiche neue Taxa wie Atlapetes rufinucha carrikeri, Aratinga wagleri minor und Pyrrhura picta subandina. Bis 1964 setzte er seine Arbeit als Vogel- und Insektensammler fort, wobei er unter anderem 1951 den Antioquiakolibri (Coeligena orina) entdeckte, eine Kolibriart, die man in der Folgezeit bis 2004 für ausgestorben hielt. 1922 schrieb er gemeinsam mit Walter Edmond Clyde Todd das Werk The birds of the Santa Marta region Colombia über die Avifauna des Santa-Marta-Gebirges, wofür die beiden 1925 mit der William-Brewster-Medaille ausgezeichnet wurden.
1927 kehrten die Carrikers in die Vereinigten Staaten zurück, um die Ausbildung ihrer Kinder zu verbessern. Melbourne Armstrong Carriker hatte ein Stellenangebot bei der Academy of Natural Sciences, doch als der Zeitpunkt für Carrikers Rückkehr in die USA anstand, entdeckte die Academy, dass kein Geld da war, um die Position zu besetzen. Die Carrikers verkauften ihre Plantage in Vista Nieve und zogen nach Beachwood, New Jersey. Bis 1929 arbeitete Carriker als Händler und engagierte sich in der Lokalpolitik. Nachdem die Finanzierung der Academy of Natural Sciences im Herbst 1929 gesichert war, erhielt Carriker eine Position als Kurator. Zwischen 1929 und 1938 unternahm er vier Sammelexpeditionen nach Peru und drei nach Bolivien. 1933 wurde er gewähltes Mitglied der AOU. Unmittelbar nach seiner Rückkehr aus Bolivien im Mai 1938 wurde Carriker aus Geldmangel von der Academy of Natural Sciences entlassen. Von 1938 bis 1939 arbeitete er als Schreiner. 1941 ließ sich Carriker von Myrtle Carmelita Flye scheiden und verlegte seinen ständigen Wohnsitz nach Popayán, Kolumbien. 1944 heiratete er Felisa Quintano Ropero. 1940 wurde Carriker vom United States National Museum engagiert, für das er bis 1952 arbeitete. Zwischen 1952 und 1965 war er Mitarbeiter im Peabody Museum of Natural History, im Los Angeles County Museum, im Field Museum of Natural History und in der Smithsonian Institution, wo er mehrere Male mit Alexander Wetmore zusammenarbeitete. Neben seiner Arbeit als Vogelsammler hatte Carriker ein Interesse an den Kieferläusen (Mallophaga), über die er zahlreiche Artikel verfasste. Seine letzten ornithologischen Artikel veröffentlichte Carriker im Jahre 1959. 1961 wurde er zum Fellow of the American Ornithologists’ Union gewählt.

## Dedikationsnamen
Bereits 1941 widmete ihm Alexander Wetmore die Veracruztaube (Zentrygon carrikeri). 1982 beschrieben Thomas Scott Schulenberg und Morris D. Williams ehrten ihn  1992 im wissenschaftlichen Namen der Blassschnabel-Ameisenpitta (Grallaria carrikeri). Des Weiteren findet sich sein Name in der Kaninchenkauz-Unterart (Athene cunicularia carrikeri (Stone, 1922)), der Rotnacken-Buschammer-Unterart (Atlapetes rufinucha Bond & Meyer de Schauensee, 1939), der Weißmantel-Bartvogel-Unterart (Capito hypoleucus carrikeri Graves, GR 1986), der Schwarzkopf-Musendrossel-Unterart (Catharus mexicanus carrikeri Phillips, AR 1991), der Silberbrauen-Bergtangare-Unterart (Dubusia taeniata carrikeri Wetmore, 1946), der Rostbrust-Ameisendrossel-Unterart (Formicarius rufipectus carrikeri Chapman 1912) und der Gelbschwanztrupial-Unterart (Icterus mesomelas carrikeri Todd, 1917).

## Werke (Auswahl)
- An annotated list of the birds of Costa Rica including Cocos Island. In: Annals of the Carnegie Museum. Band 6, 1910, S. 314–915 (online [abgerufen am 6. Februar 2015]).
- zusammen mit Walter Edmond Clyde Todd: The birds of the Santa Marta region of Colombia: A study in altitudinal distribution. In: Annals of the Carnegie Museum. Band 14, 1922, S. 3–611 (online [abgerufen am 11. Januar 2015]).
- Description of new birds from Peru and Bolivia. In: Proceedings of the Academy of Natural Sciences of Philadelphia. Band 83, 1931, S. 455–467 (online [abgerufen am 21. Dezember 2011]).
- Additional new birds from Peru with a synopsis of the races of Hylophylax naevia. In: Proceedings of the Academy of Natural Sciences of Philadelphia. Band 84, 1932, S. 1–7.
- Descriptions of New Birds from Bolivia, with Notes on Other Little-Known Species. In: Proceedings of the Academy of Natural Sciences of Philadelphia. Band 87, 1935, S. 313–341 (books.google.de).
- Descriptions of New Birds from Peru and Ecuador with critical Notes on other Little-known Species. In: Proceedings of the Academy of Natural Sciences of Philadelphia. Band 87, 1935, S. 343–359 (books.google.de).
- mit Rodolphe Meyer de Schauensee: An annotated list of two collections of Guatemalan birds in the Academy of Natural Science of Philadelphia. In: Proceedings of the Academy of Natural Sciences of Philadelphia. Band 87, 1935, S. 411–455 (books.google.de).
- Studies in Neotropical Mallophaga, Part I. - Lice of the tinamous. In: Proceedings of the Academy of Natural Sciences of Philadelphia. Band 88, 1936, S. 45–186.
- Studies in Neotropical Mallophaga (III) [Tinamidae No. 2]. Band 95, Nr. 3180, 1944, S. 81–233 (online [abgerufen am 6. Februar 2015]).
- Studies in neotropical Mallophaga. XII Part 2. Lice of the tinamous. In: Revista Brasileira de Biologia. Band 13, Nr. 4, 1953, S. 325–346 (Online [PDF; 766 kB; abgerufen am 6. Februar 2015]).
- Additions to the avifauna of Colombia. In: Novedades Colombianas. Nr. 1, 1954, S. 14–19 (online [PDF; 1,2 MB; abgerufen am 6. Februar 2015]).
- The Menoponidae of the Cracidae and the genus Odontophorus. (Neotropical Mallophaga Miscellany Nº 8). In: Novedades Colombianas. Nr. 1, 1954, S. 19–31 (online [PDF; 2,2 MB; abgerufen am 6. Februar 2015]).
- Notes of the occurrence and distribution of certain Species of Colombian birds. In: Novedades Colombianas. Nr. 2, 1955, S. 48–64 (online [PDF; 2,1 MB; abgerufen am 6. Februar 2015]).
- A new species and subspecies of Ardeiphagus from Colombia. (Neotropical Miscellany No 11). In: Novedades Colombianas. Nr. 3, 1957, S. 163–166 (online [PDF; 477 kB; abgerufen am 6. Februar 2015]).
- New records of rare birds from Nariño and Cauca and notes on others. In: Novedades Colombianas. Nr. 4, 1959, S. 196–199 (online [PDF; 622 kB; abgerufen am 6. Februar 2015]).
- New species of Mallophaga from Colombia and United States (Neotropical Miscellany Nº 12). Nr. 4, 1959, S. 205–213 (online [PDF; 2 kB; abgerufen am 6. Februar 2015]).
- Itinerario del autor durante sus recolecciones en la región de Santa Marta, Colombia de junio de 1911 a octubre de 1918. Nr. 4, 1959, S. 214–222 (online [PDF; 2 kB; abgerufen am 6. Februar 2015]).
- New Species of Ardeicola (Mallophaga) from Colombian Hosts. In: Novedades Colombianas. Nr. 6, 1960, S. 317–329 (online [PDF; 2,6 MB; abgerufen am 6. Februar 2015]).
- Itinerario del autor durante sus recolecciones en la región de Santa Marta, Colombia de junio de 1911 a octubre de 1918. Nr. 6, 1960, S. 330-33 (online [PDF; 742 kB; abgerufen am 6. Februar 2015]).
- Studies in neotropical Mallophaga, XVII: a new family (Trochiliphagidae) and a new genus of the lice of hummingbirds. In: Proceedings of The United States National Museum. Band 112, 1960, S. 307–342 (online [abgerufen am 11. Januar 2015]).
- Carriker on Mallonphaga: Posthumous papers, catalog of forms described as new, and bibliography, 1967 (mit Kary Cadmus Emerson)